# Циклоенантіомери
Циклоенантіомери (англ. cycloenantiomers, рос. циклоэнантиомеры) — тип стереоізомерів у шестичленних циклічних сполуках, які відрізняються тільки спрямованістю циклу (послідовністю хіральних центрів). Для них сумісними при взаємонакладанні є тільки ліганди відповідних R- i S-центрів, але не самі циклічні системи в цілому. Хоча вони характеризуються однаковим числом хіральних центрів та їх ідентичним ліґандним оточенням, але внаслідок протилежної спрямованості кілець набувають дзеркально-симетричних конформацій і мають протилежні знаки оптичного обертання, як і інші енантіомери.